# Lago Red Deer (Manitoba)
O lago Red Deer (lago do Veado Vermelho) é um lago de água doce localizado no oeste de Manitoba, Canadá. 

## Descrição
Este lago está localizado a cerca de 5 km a norte da comunidade de Barrows, a 10 km a oeste da Comunidade de Baía de Dawnson, e do Lago Winnipegosis, e 8 quilómetros a leste da fronteira de Manitoba com Saskatchewan. 
A cidade de Barrows surgiu nos seus tempos inicias como uma cidade construída em madeira e de forma rápida para utilização da Companhia Madeireira Red Deer. Embora esta companhia e a respectiva serraria tenha fechado por volta de 1926 ou 1927. 
Apesar do fecho da companhia madeireira a comunidade localizada em redor do Lago Veado Vermelho manteve-se e tinha uma população de 40 habitantes em 2001.
A área florestal em redor do lago é muito densa, facto que tem levado a ser procurada por uma série de empresas madeireiras e de outros processadores de celulose. 
As águas do lago também são abundantes em peixe, facto que aliado às pescas na Baía de Dawson e na comunidade do mesmo nome (Baía de Dawson) fazem do lugar um local apetecível para a actividade. Há também uma exploração de carvão na área .